# Krčmaň
Krčmaň (rod mužský) je obec v okrese Olomouc v Olomouckém kraji. Leží při potoce Loučka necelých jedenáct kilometrů jihovýchodně od Olomouce. Nachází se v chmelařské oblasti Tršicko. Žije zde 501 obyvatel.

## Název
Původní podoba jména byla Krčmané a šlo o pojmenování obyvatel krčmy. Jméno zůstalo, i když se osamělá krčma rozrostla ve vesnici. Posléze se až do 19. století používal v češtině tvar Krčmany (ve 13. a 14. století Kyrčmany, což odráželo výslovnost slabikotvorného r), v němčině Krstchman (s variantami). Vedle něho se v 16. století objevila podoba Krčmaň (s mužským rodem podle rodu místních jmen se stejným zakončením) podle znění německého jména a prosadila se koncem 19. století. Podoba  jména v písemných pramenech: Czrikzeman (1259), Kyrchman (1266, 1276, 1304), Kirczmans (1361), Krczmany (1414), Krčmany (1482), z Krczmanie (1515), z Krczman (1516), ze vsi Krczmanie (1561), Krcžman (1691), Krczman (1751), Krčmany, Krtschman (1872), Krčman, Krčmaň, Krčmany (1893).

## Historie
První písemná zmínka o obci pochází z roku 1259 (in villa sua Czrikzeman).
Vápenec se těžil na Horce u Grygova od roku 1513 a v roce 1543 zde město Olomouc otevřelo vápennou pec. Také na přilehlém severním svahu Chrástu bylo provozováno několik malých vápencových lomů, ve kterých různí majitelé získávali pouze stavební bloky. Matrika pro Krčmaň je vedena ve Velkém Týnci od roku 1662.
První kaple byla postavena v roce 1708 a v roce 1721 zničil velký požár dvanáct domů. Na jižní straně Chrástu byl v 19. století vybudován nový vápencový lom. V roce 1841 byla dokončena železniční trať z Přerova do Olomouce, ale u Krčmaně nebyla vybudována železniční stanice. Krčmaň patřila po dlouhou dobu do majetku olomoucké kapituly a zůstala jí podřízena až do poloviny 19. století.
Po zrušení patrimoniálního panství byla Krčmany/Krczman od roku 1850 obec v okresní správě Olomouce. V roce 1863 vyhořelo 30 domů, kaple a 15 stodol. Jako oficiální německý název obce se Krtschman a Krčman používaly střídavě od roku 1869, oficiální český místní název Krčmaň nese obec od roku 1893. Školní budova byla postavena v roce 1871. V roce 1893 vznikl také sbor dobrovolných hasičů.
Po roce 1897 byly vápencové lomy na Horce napojeny úzkokolejkou železnicí na nakládací stanici Grygov, aby zásobovaly cementárnu Hrůza & Rosenberg v Rolsbergu u Olomouce, lom na Chrástu byl napojen na trať o rozchodu 600 mm napojen v letech 1910 ž 1911. Na počátku 20. století byl na jižním svahu Chrástu v bezprostřední blízkosti starého lomu, který byl opuštěn před první světovou válkou, vybudován druhý vápencový lom Strejčkův lom.
Během Velké hospodářské krize byl Strejčkův lom odstavován a poté provozován pouze na objednávku až do roku 1946. Během německé okupace získala obec německé místní jméno Kretschmann. Strejčkův lom byl v roce 1956 napojen na firmu Betra Grygov, která od té doby přepravovala kámen vytažený z lomu pomocí lanového navíječe do Grygova pomocí sklápěčů. 
V letech 1956 až 1958 probíhala výstavba obecního úřadu, do kterého byla integrována i hasičská zbrojnice. V roce 1962 byl uzavřen Strejčkův lom, poslední vápencový lom na Chrástu. 
V roce 2011 byla v Krčmani dokončená výstavba kanalizace.

## Obyvatelstvo
| Rok            | 1869 | 1880 | 1890 | 1900 | 1910 | 1921 | 1930 | 1950 | 1961 | 1970 | 1980 | 1991 | 2001 | 2011 | 2021 |
| -------------- | ---- | ---- | ---- | ---- | ---- | ---- | ---- | ---- | ---- | ---- | ---- | ---- | ---- | ---- | ---- |
| Počet obyvatel | 410  | 506  | 548  | 601  | 679  | 700  | 683  | 581  | 609  | 574  | 545  | 488  | 453  | 448  | 488  |
| Počet domů     | 62   | 85   | 96   | 107  | 123  | 128  | 145  | 156  | 154  | 147  | 142  | 156  | 156  | 165  | 172  |

## Obecní správa
Mezi lety 1869–1976 Krčmaň byla obcí v okrese Olomouc (1869–1910), posléze v okrese Olomouc-venkov (1921–1930), poté v okrese Olomouc-okolí (1950) a později opět v okrese Olomouc. Od 23. října 1976 do 23. listopadu 1990 patřila jako část obce k Velkému Týnci a od 24. listopadu 1990 je opět samostatnou obcí.

### Obecní symboly
Znak a vlajka byly obci uděleny rozhodnutím předsedy Poslanecké sněmovny Parlamentu České republiky od heraldika Velebného dne 27. dubna 1999. Ukazuje stříbrný štít se třemi červenými kužely dole. Na každém z kuželů roste koniklec v přírodní barvě.

## Pamětihodnosti
- Krucifix poblíž křižovatky polních cest na severozápad od vesnice
- Socha svatého Antonína Paduánského ve svahu jižně od vesnice
- Smírčí kříž v polích zhruba půl kilometru směrem na západ

## Galerie

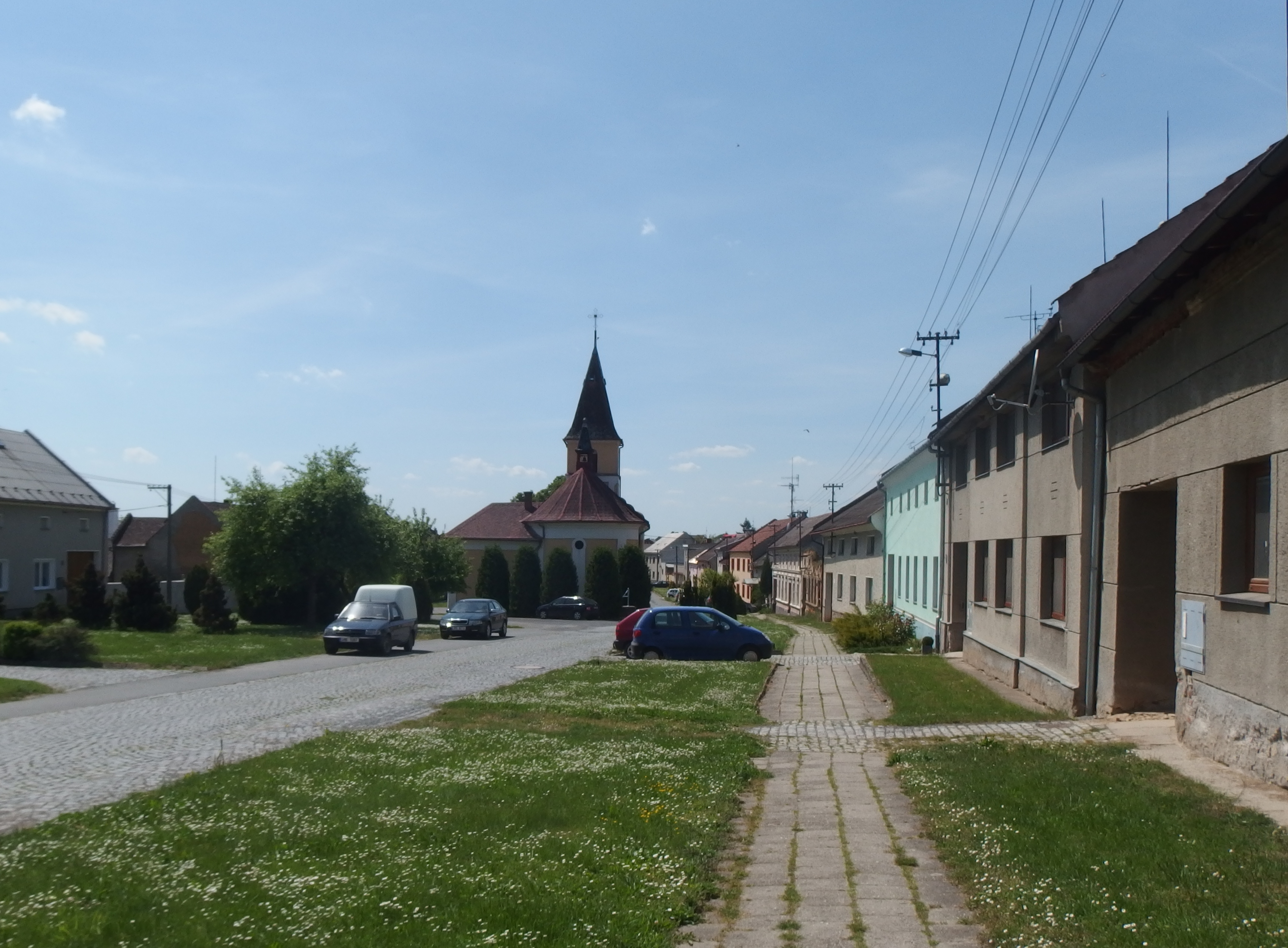
Náves
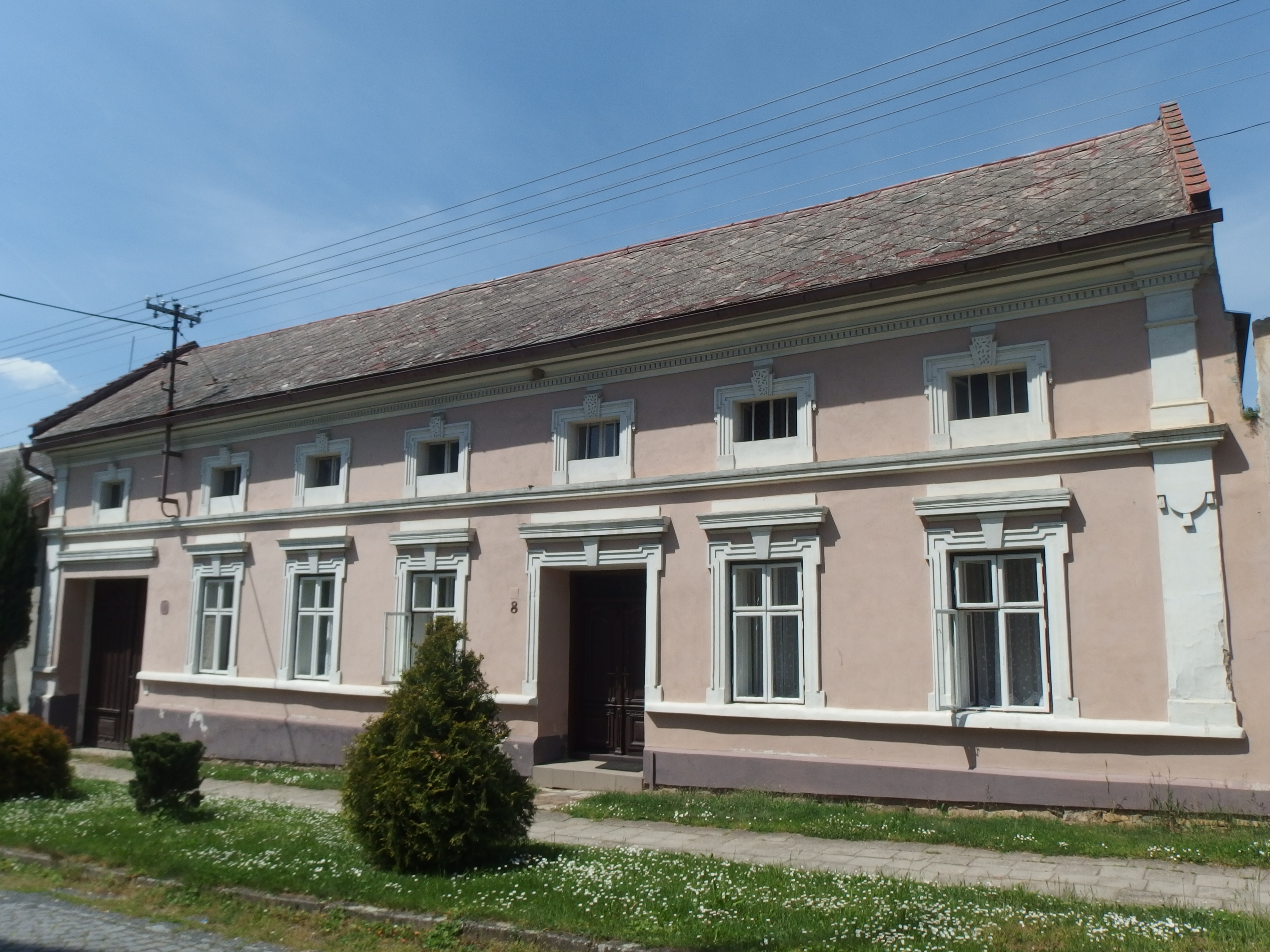
Dům č. p. 8 na návsi
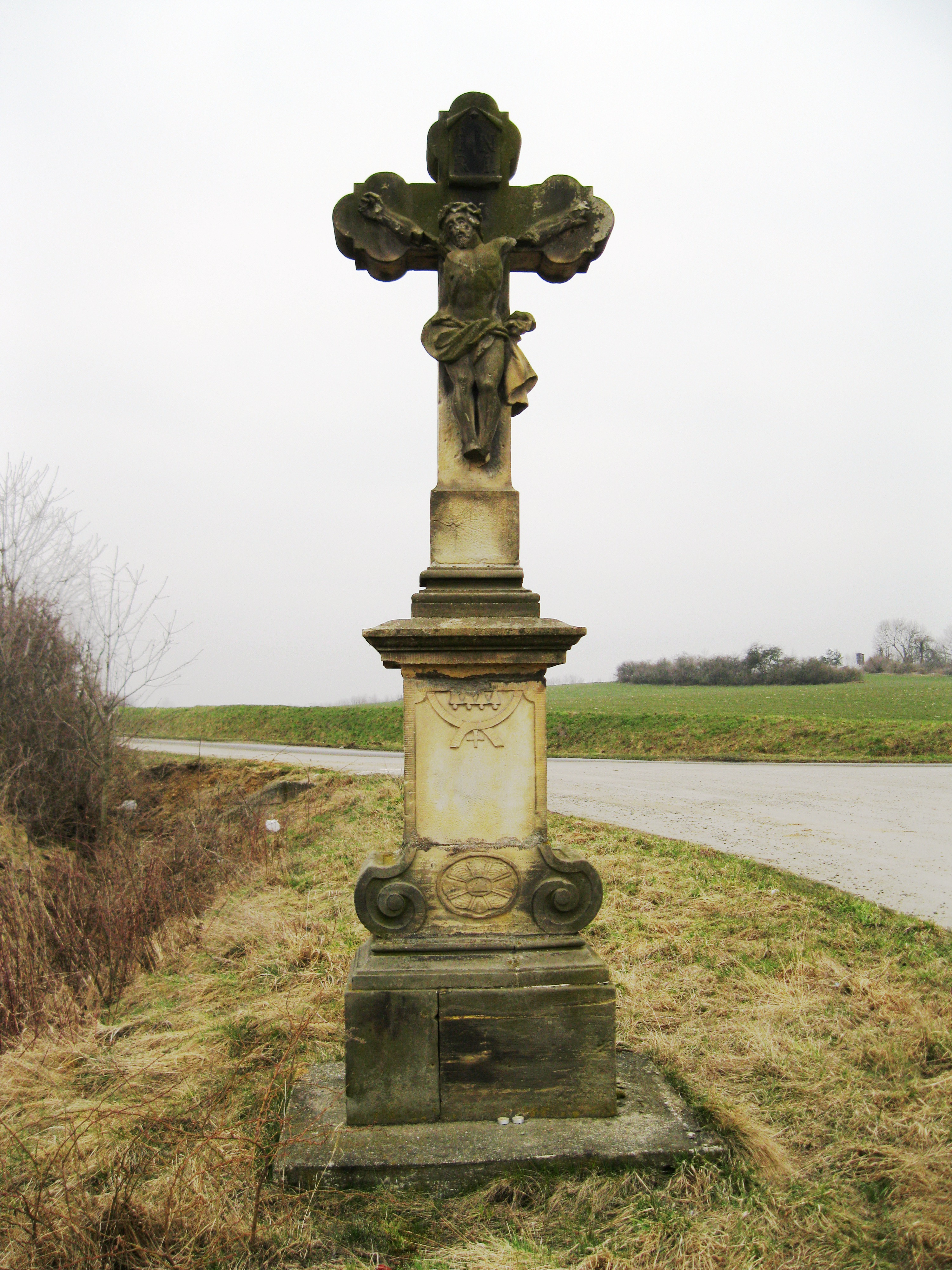
Krucifix
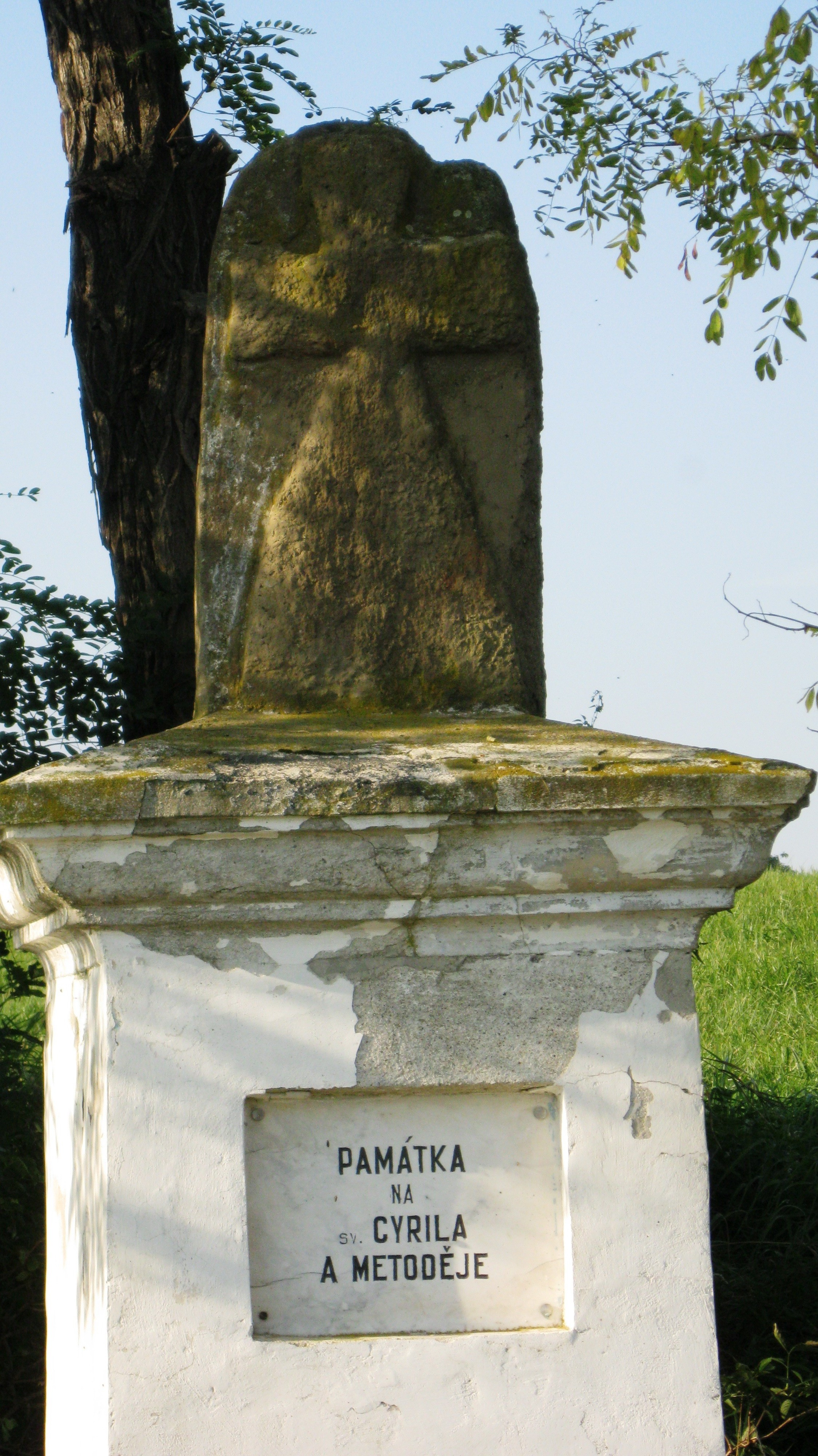
Smírčí kříž v polích nad vedlejší cestou do Grygova
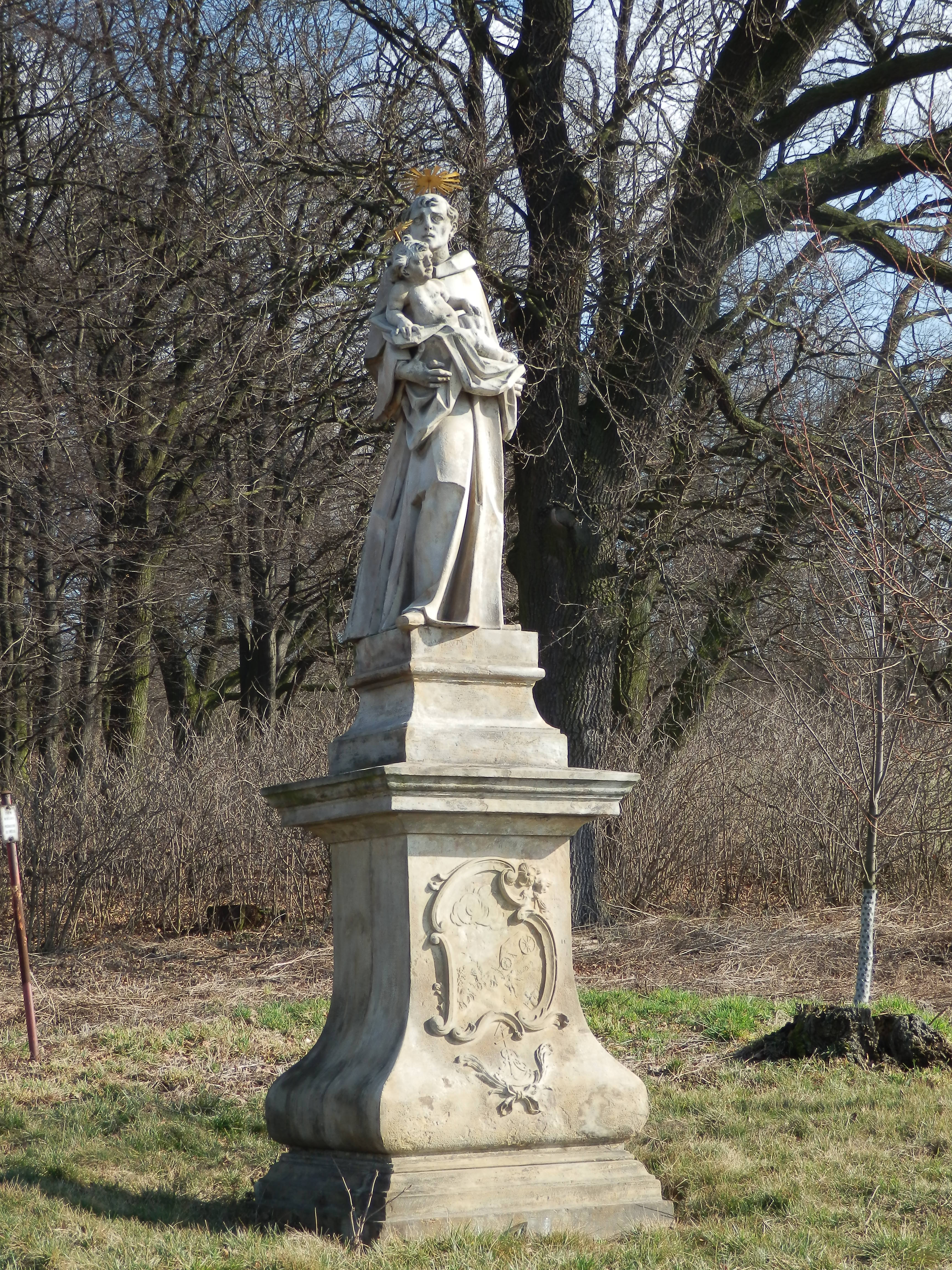
Socha svatého Antonína Paduánského
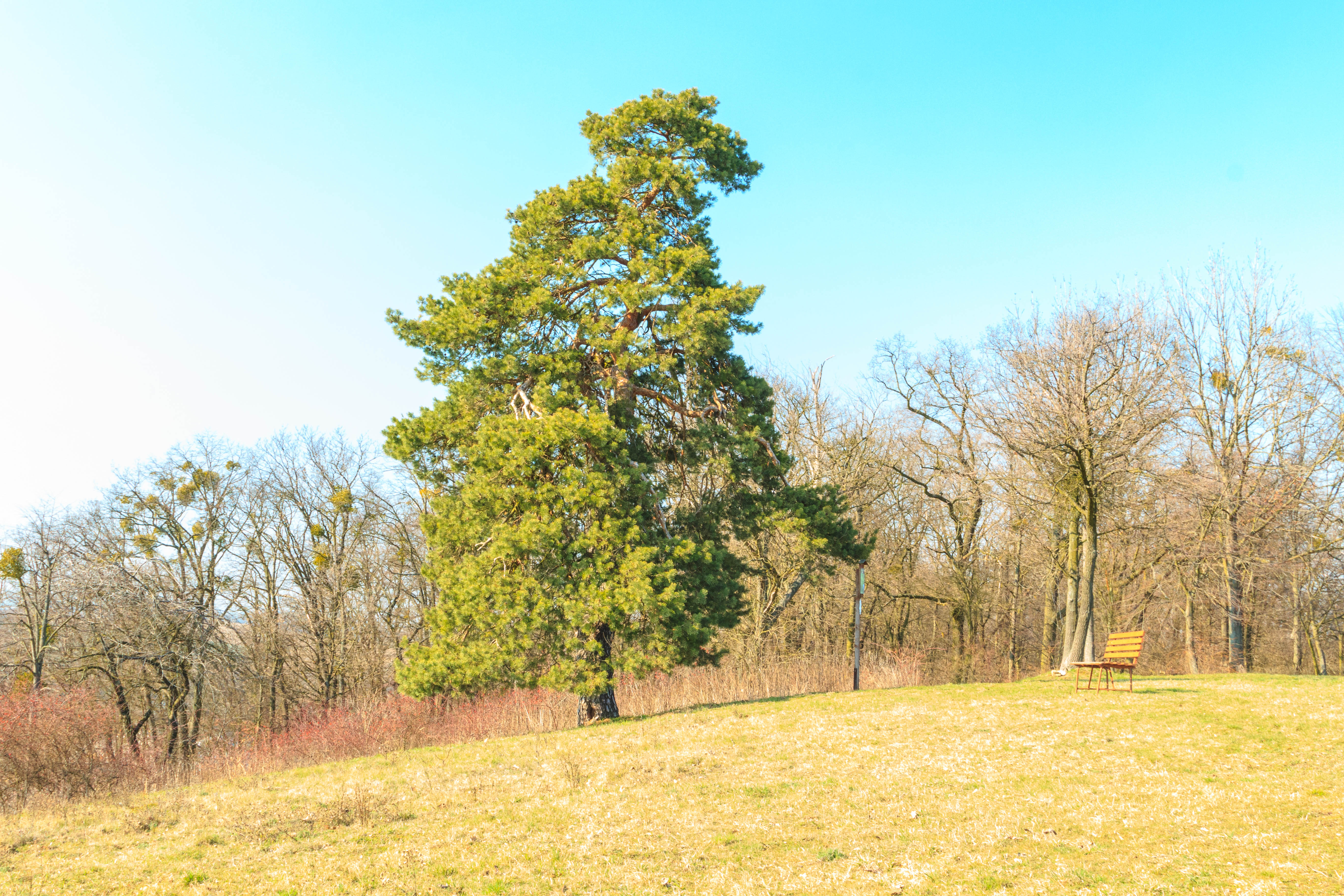
Chráněný strom Krčmaňský borek